# Earlswood
Earlswood är en by i Warwickshire i England. Byn är belägen 19,2 km 
från Warwick. Orten har 641 invånare (2015).